# Institut für Medien- und Phototechnik
Das Institut für Medien- und Phototechnik gehört zur Fachhochschule Köln und ist in drei unterschiedliche Bereiche aufgeteilt: Die Medientechnik befasst sich thematisch mit Fragen der Medienproduktion (Video, Film, Ton, Grafik, Animation, Internet), sowie den zugrunde liegenden Technikbereichen wie Aufnahme-, Speicher-, Übertragungs-, Wiedergabe-(Display-) und Systemtechnik. Besondere Schwerpunkte sind hierbei auch hochauflösendes Fernsehen (HDTV), interaktives Fernsehen (iTV) und Computergrafik.
Im Bereich der Phototechnik geht es um digitale und analoge bildgebende Systeme (still picture), Farbtechnik und Colormanagement, Bildverarbeitung und digitale Reproduktion (Druckvorstufe) sowie die dazugehörigen Prozessabläufen. Zwei weitere Schwerpunkte sind die Bereiche radiologische Bildgebung und Mikrolithographie.
Der gestalterische Bereich des Institutes befasst sich mit photographischer Bildgestaltung, Audiovision und Werbephotographie.